# Hiperkinézis
A hiperkinézis fogalma: túlmozgékonyság, képességzavarral kombinálva. Finom motorikus és szenzoros mozgási nehézséggel, hiánnyal jár. A betegség az ember születésétől jelen van, mivel genetikusan örökölhető, vagy születéskor agyi oxigénhiányból szerezhető. Az agyban bizonyos kémiai vegyületek, illetve anyagok megsemmisülnek, illetve kevesebb termelődik. A lányoknál kisebb mértékben fordul elő, mint a fiúknál. Férfi ágon öröklődik.

## Jellemzői
- nehézkes és lassú beszéd
- lassú és csúnya írás (mivel diszlexiával jár)
- berögzött tudás és szokás
- koncentrálás egy adott dologra
- a tévé, a könyv, a számítógép megszünteti számára a külvilágot, elmerül egy képzeletbeli világban.

### Előnye
- ragaszkodós, szerető képes
- hűséges
- állatszerető és védő
- természetkedvelő
- alkalmazkodó
- erős a fantáziája

### Hátránya
- robbanékony
- érzékeny
- sértődős
- esetleg agresszívan reagál a nehézségekre vagy kirekesztésre
- néha még a felnőtt korban is gyerekesen viselkedik; élete végéig irányításra szorul.

A gyerek a társadalomba nem tud beilleszkedni, mert nem talál elfogadásra.
Gyógyíthatatlan betegség, illetve állapot, viszont kezelhető és javítható. A vele járó problémákat kiküszöbölhetjük gyógyszeresen és orvosi, szülői, pedagógiai, társadalmi segítséggel.